# Bóng (hình ảnh)

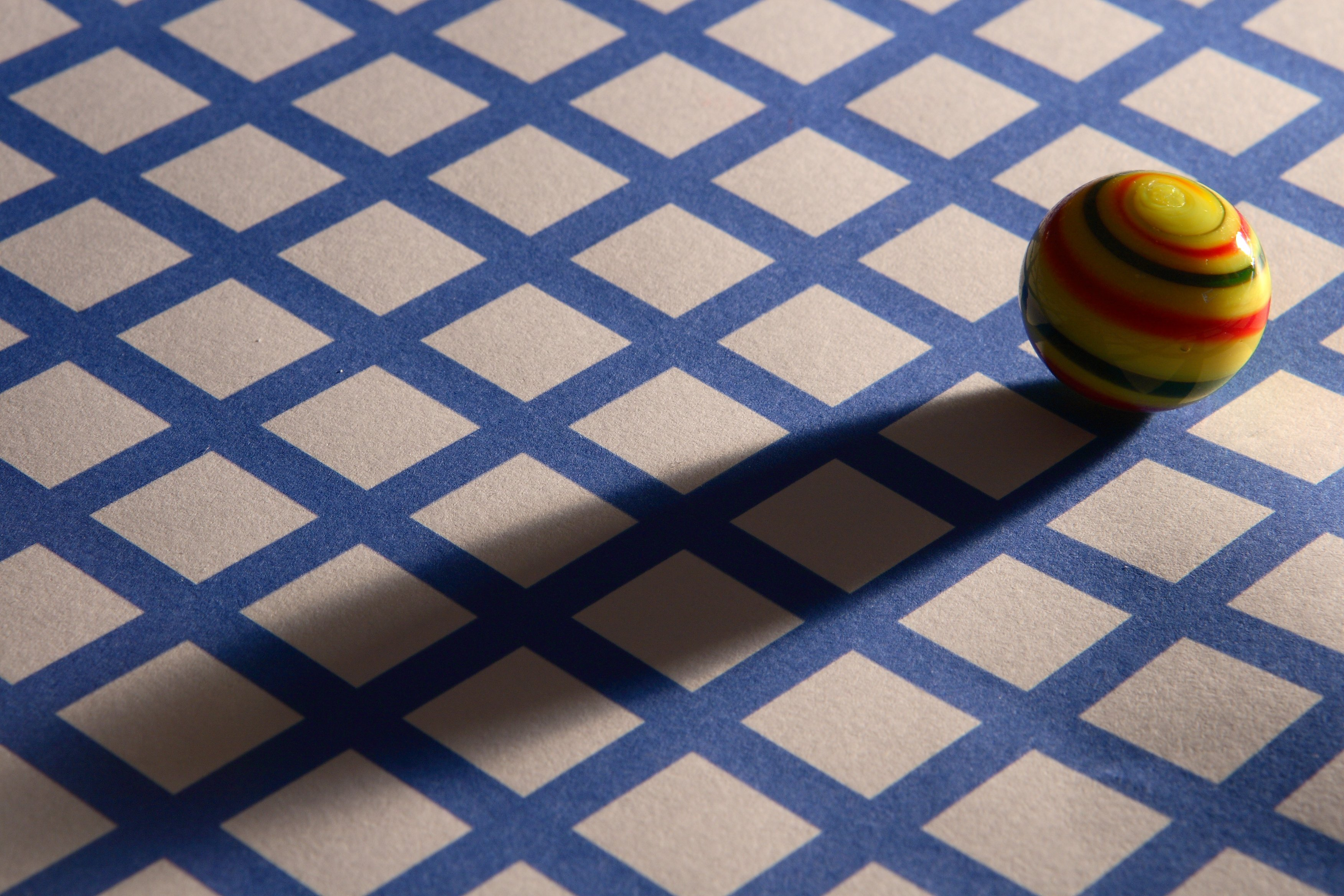
Bóng của quả bóng trên bề mặt giấy

Nhật thực

Bóng (Shadow trong tiếng Anh) có nghĩa là vùng bóng tối được tạo ra do ánh sáng phát ra từ một nguồn sáng trực tiếp bị cản trở bởi một đối tượng. Trong tự nhiên, hiện tượng Nhật thực sẽ tạo ra vùng tối (umbra) trên bề mặt Trái Đất do vùng đó bị Mặt Trăng che mất ánh sáng trực tiếp chiếu đến từ Mặt Trời.
Trong nhiếp ảnh, Shadow hay Đổ bóng là khái niệm để chỉ những bức ảnh, trong đó đối tượng chụp tạo ra vùng tối trong ảnh do ánh sáng chiếu trực tiếp đến (Mặt Trời, đèn đường, đèn chiếu studio v.v.)
Soi bóng và Đổ bóng được gọi chung là Bóng đổ trong nhiếp ảnh. Cả hai khái niệm này đều nhằm nhấn mạnh đến hình ảnh phản xạ của đối tượng (Soi bóng) hay vùng bóng tối được tạo ra bởi đối tượng chụp (Đổ bóng) hơn là chính đối tượng đó.